# Osini
Osini es un municipio italiano situado en la provincia de Nuoro, en Cerdeña. Tiene una población estimada, a fines de febrero de 2024, de 703 habitantes.

## Geografía
Está ubicado en la Barbagia, una zona predominantemente montañosa, a 506 m.s.n.m, sin rutas de comunicación importantes con el resto de la Cerdeña.
La parte oriental de la localidad se caracteriza por la presencia del valle del río Pardu, en parte cultivado con olivares y huertos.

## Historia

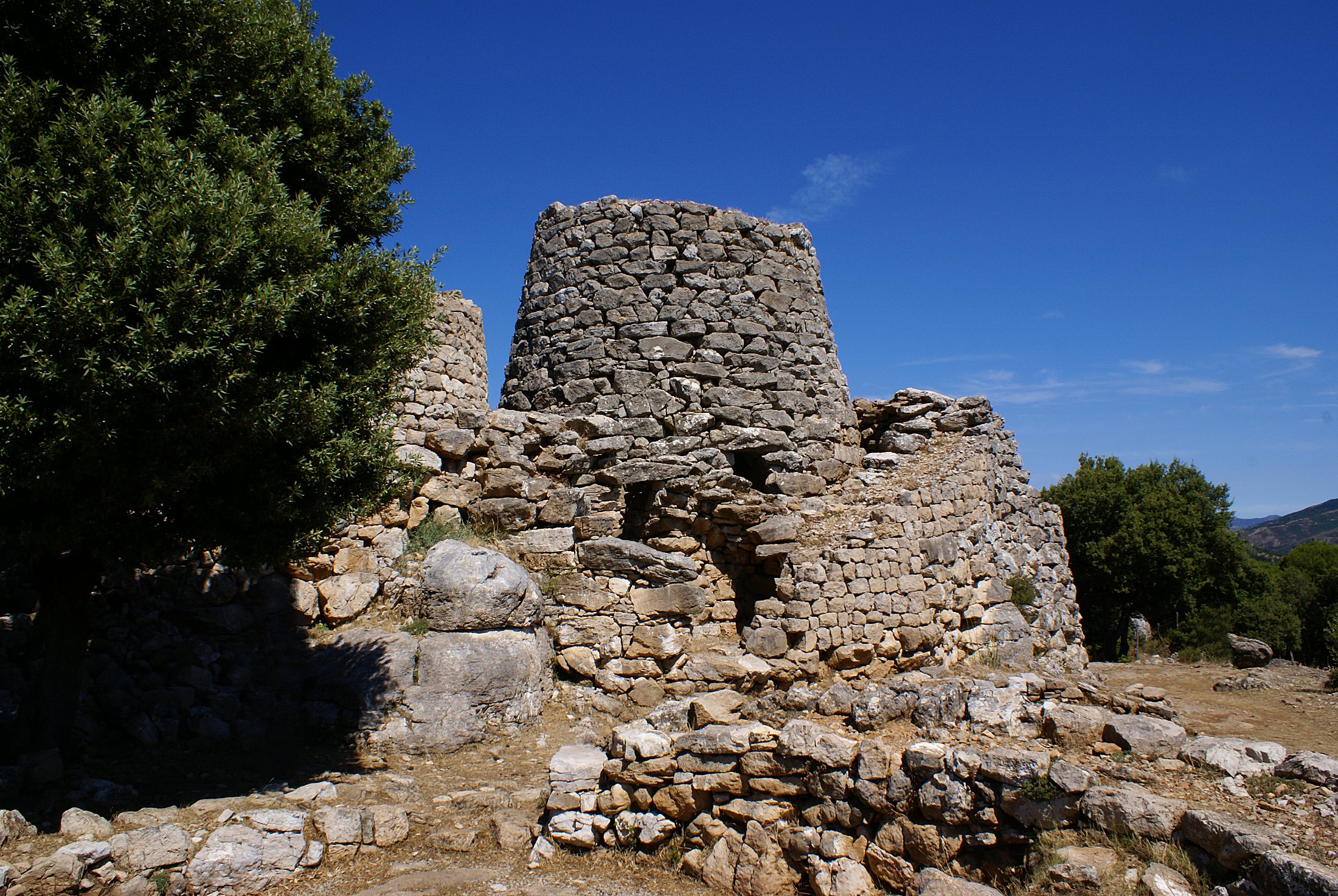
Nuraghe Serbissi

Hay rastros de presencia humana en la zona en el periodo neolítico y en la época nurágica. Se han encontrado en el territorio algunos domus de Janas y varios nuraghi.
En la Edad Media la zona pertenecía al Juzgado de Cagliari y formaba parte de la curaduría de Coraso.
En el año 1324 fue conquistada por el Reino de Aragón y en 1363, junto con otras villas de la Barbagia, fue incorporada al condado de Quirra por el rey de Aragón Pedro IV y entregado en feudo al militar aragonés Berengario Carroz. Fue villa condal hasta el año 1603, cuando el condado se transformó en un marquesado.
Osini comúnmente se divide en el "Nuevo Orsini" y en el "Viejo Orsini", ya que el poblado actual nació luego de que en 1951 una gran inundación destruyera la ciudad vieja.
Poco queda del antiguo centro. Apenas sobreviven la iglesia del siglo XVII dedicada a la rectoría de Santa Susana y unas pocas casas, algunas de las cuales han sido renovadas en los últimos años. En el casco antiguo hay una fuente ubicada en Piazza Chiesa y está el cementerio que la flanqueaba. Durante dos días al año, el casco antiguo vuelve a la vida, las casas se acondicionan como en la antigüedad y la iglesia abre sus puertas a exposiciones y diversas actividades.
La ciudad nueva está a aproximadamente 1 km de la antigua. En esta zona se encuentran el Ayuntamiento y la iglesia dedicada a San José. La ciudad nueva está compuesta casi por completo de apartamentos, lo que se debe a la imperiosa necesidad de proporcionar rápidamente viviendas a la población luego de las inundaciones de noviembre de 1951

## Evolución demográfica
| Gráfica de evolución demográfica de Osini entre 1861 y 2024 |
|                                                             |
| Fuente: ISTAT - Elaboración gráfica de Wikipedia            |